# Žiar nad Hronom
Žiar nad Hronom és una ciutat d'Eslovàquia. Es troba a la regió de Banská Bystrica, és capital del districte de Žiar nad Hronom.

## Història
La primera menció escrita de la vila es remunta al 1075.

## Demografia
| Godina             | 1994   | 2004   | 2014   | 2024    |
| ------------------ | ------ | ------ | ------ | ------- |
| Nombre de persones | 20.261 | 19.718 | 19.558 | 16.677  |
| Diferència         |        | −2,68% | −0,81% | −14,73% |

| Godina             | 2023   | 2024   |
| ------------------ | ------ | ------ |
| Nombre de persones | 16.879 | 16.677 |
| Diferència         |        | −1,19% |

## Ciutats agermanades
- Svitavy, República Txeca

## Galeria d'imatges

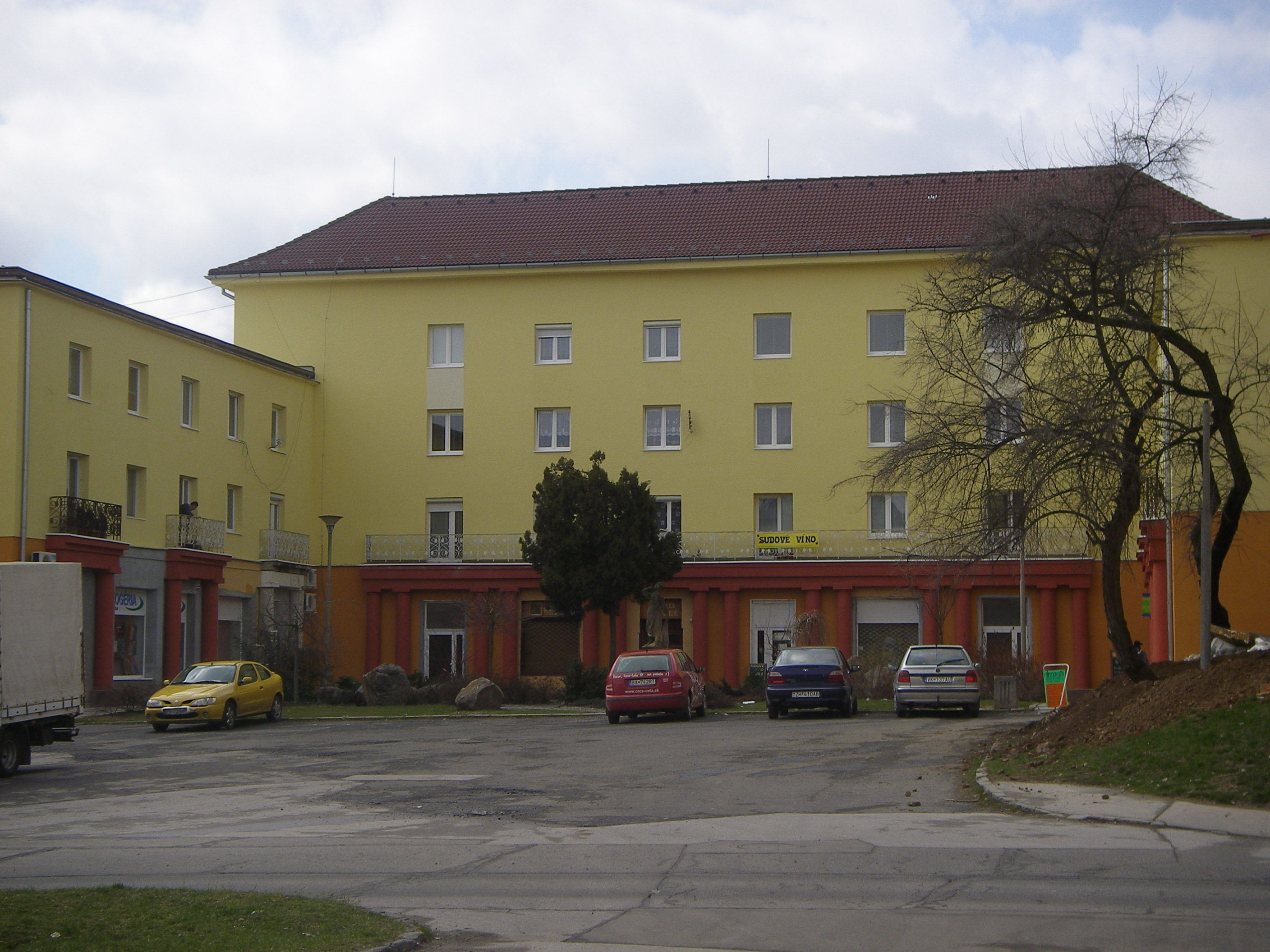
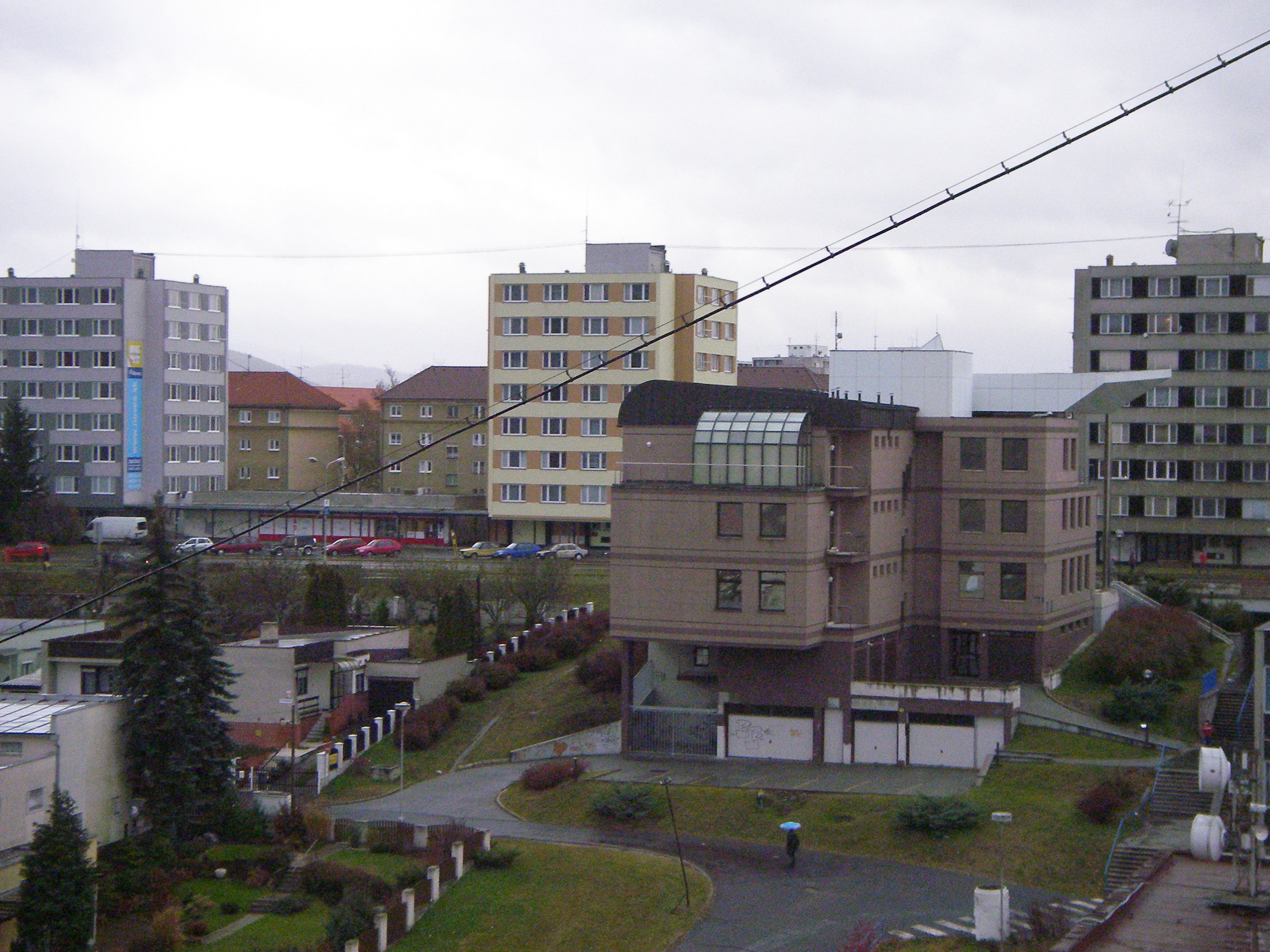
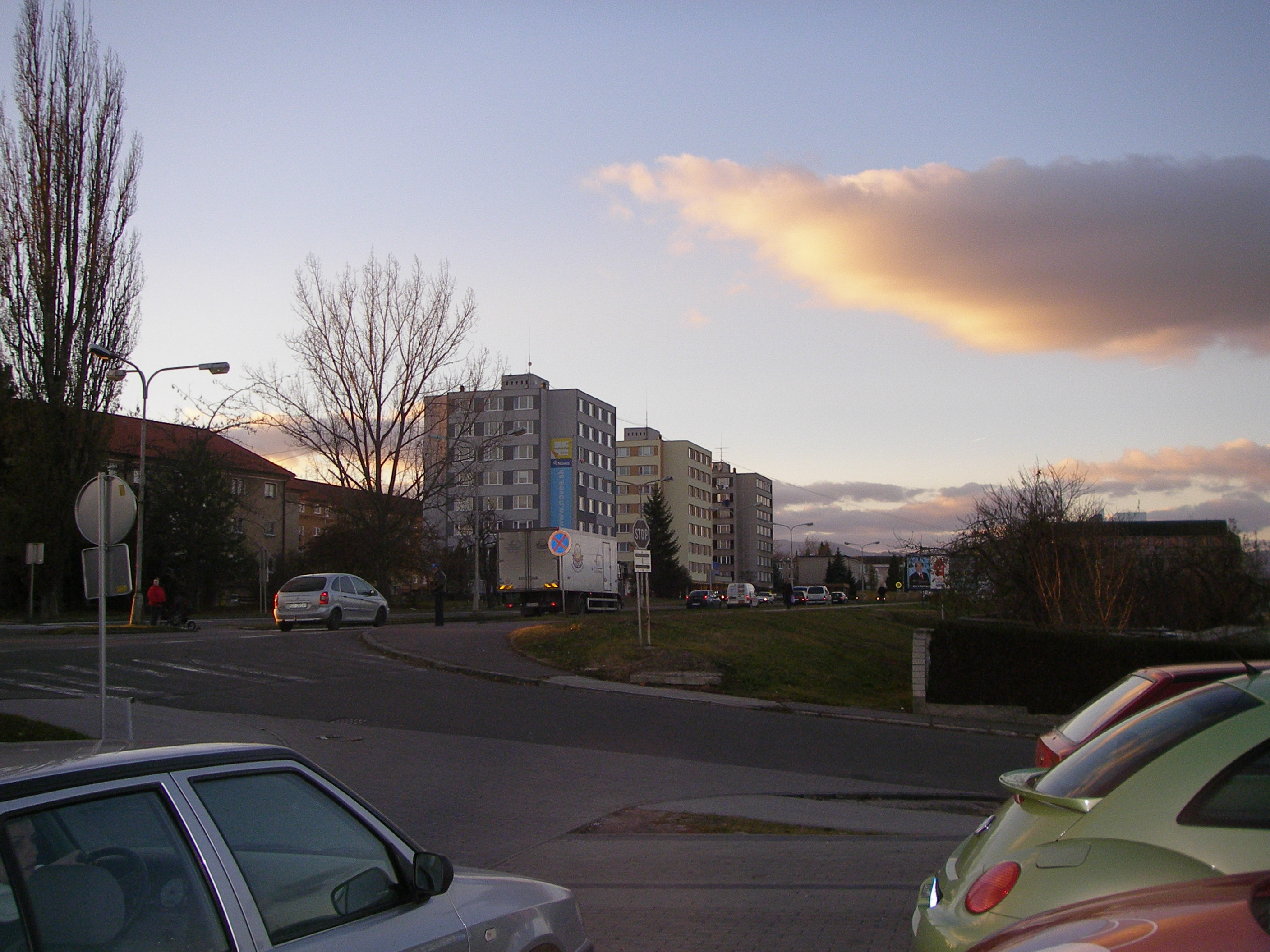
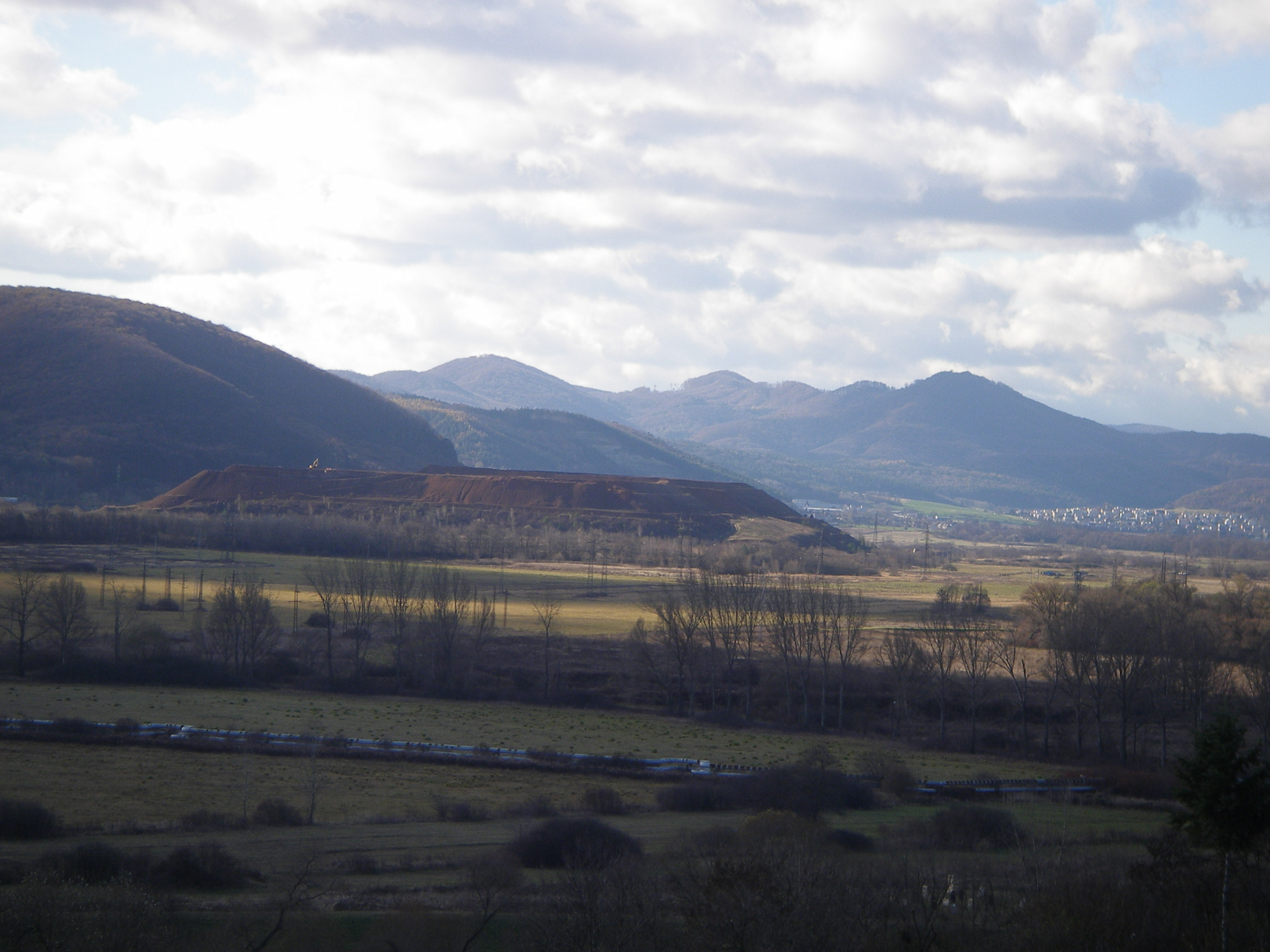
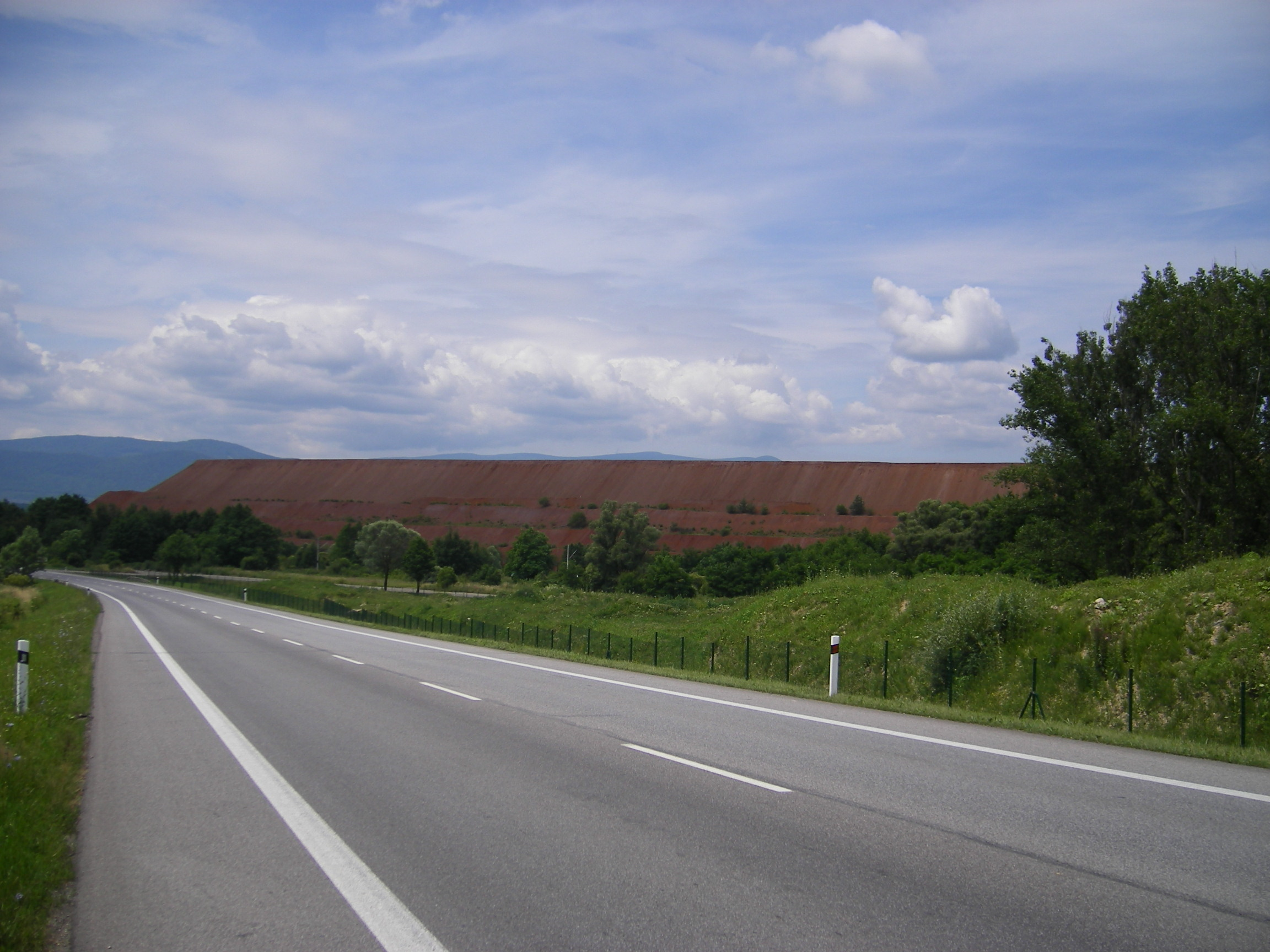
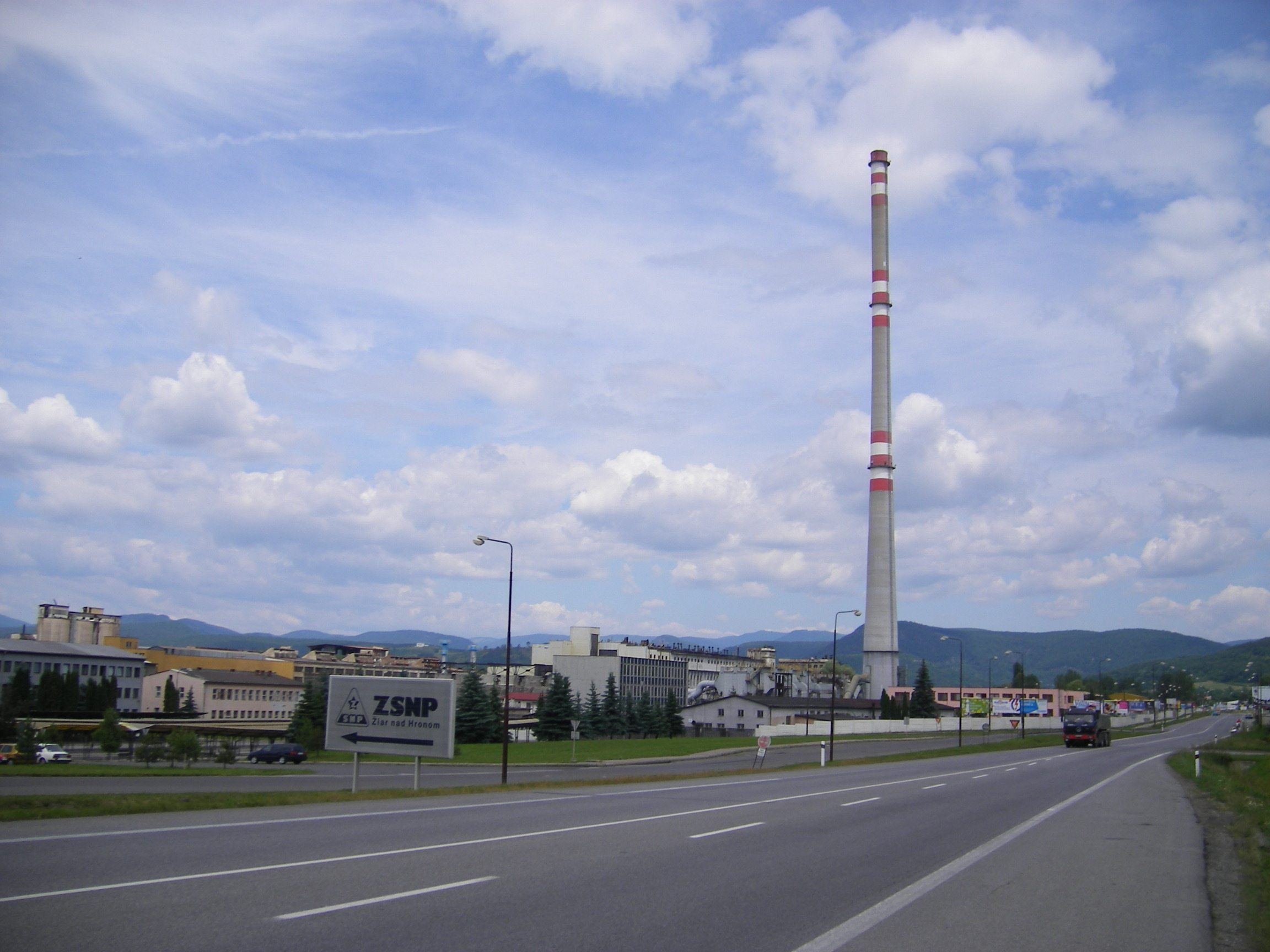

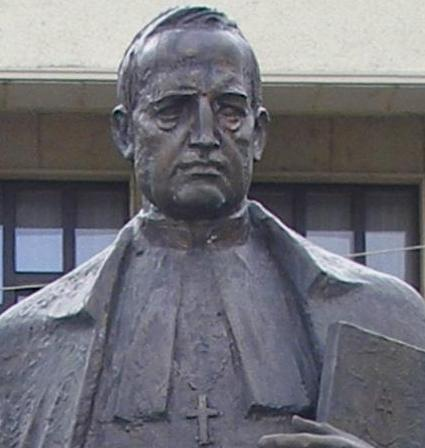
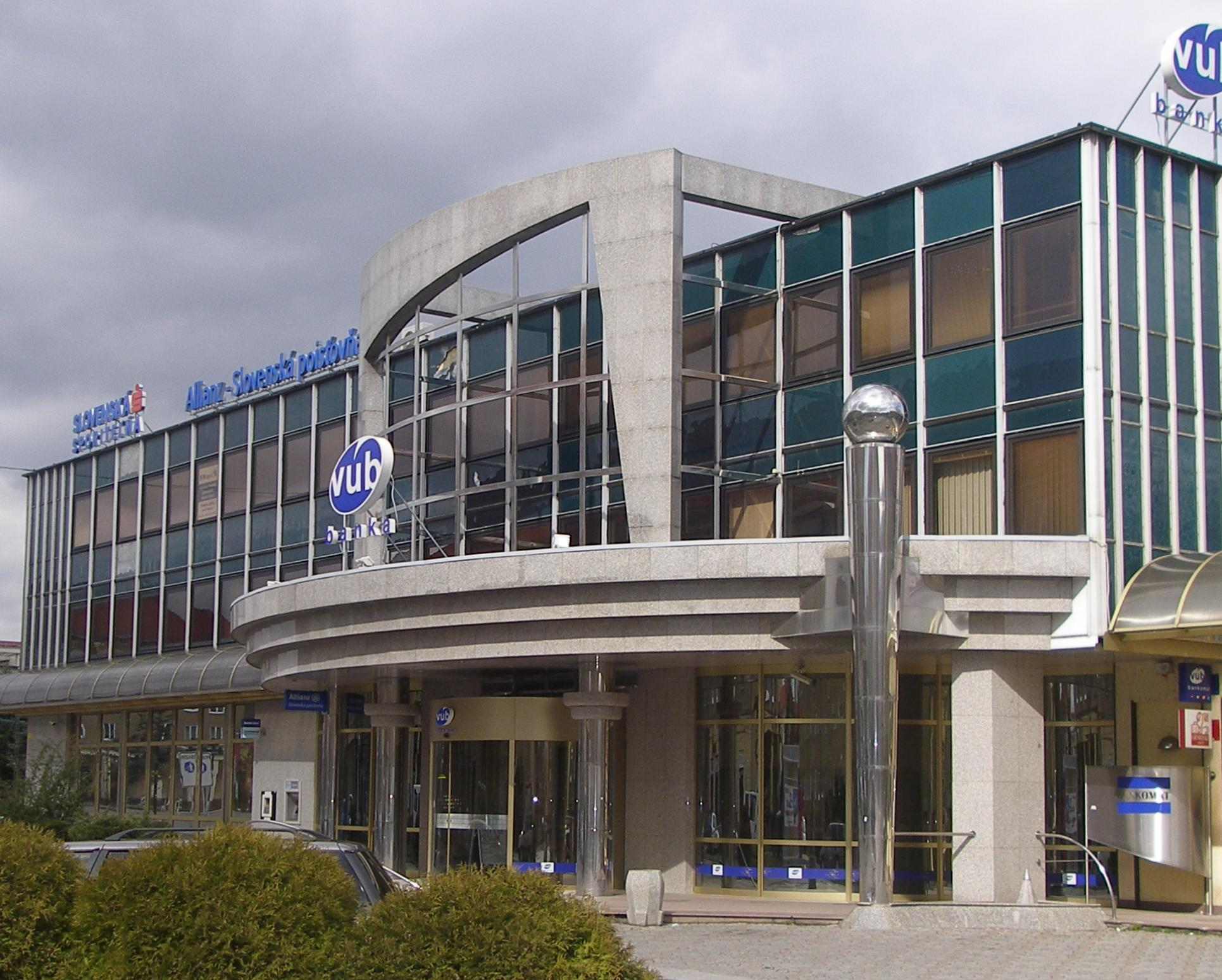
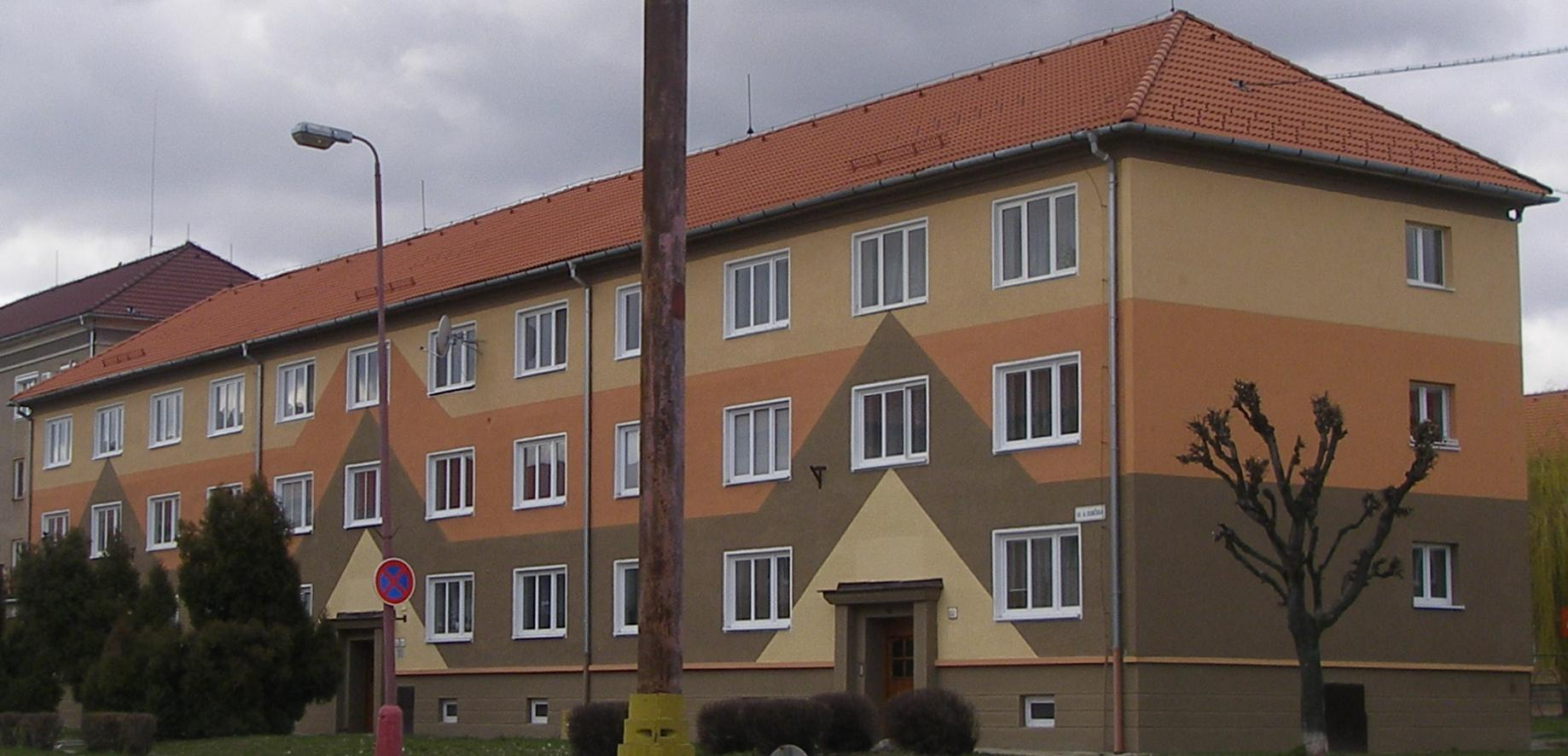
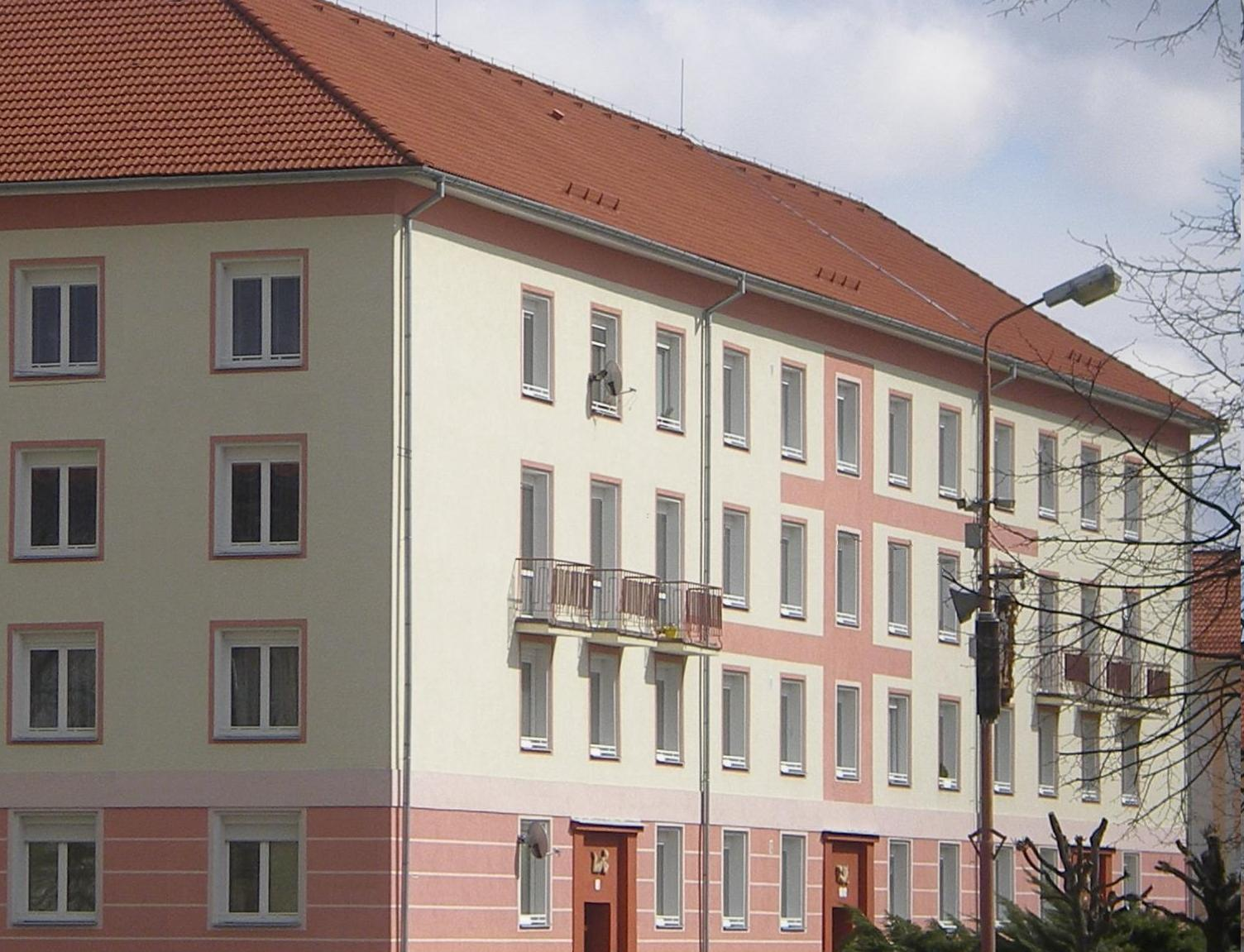
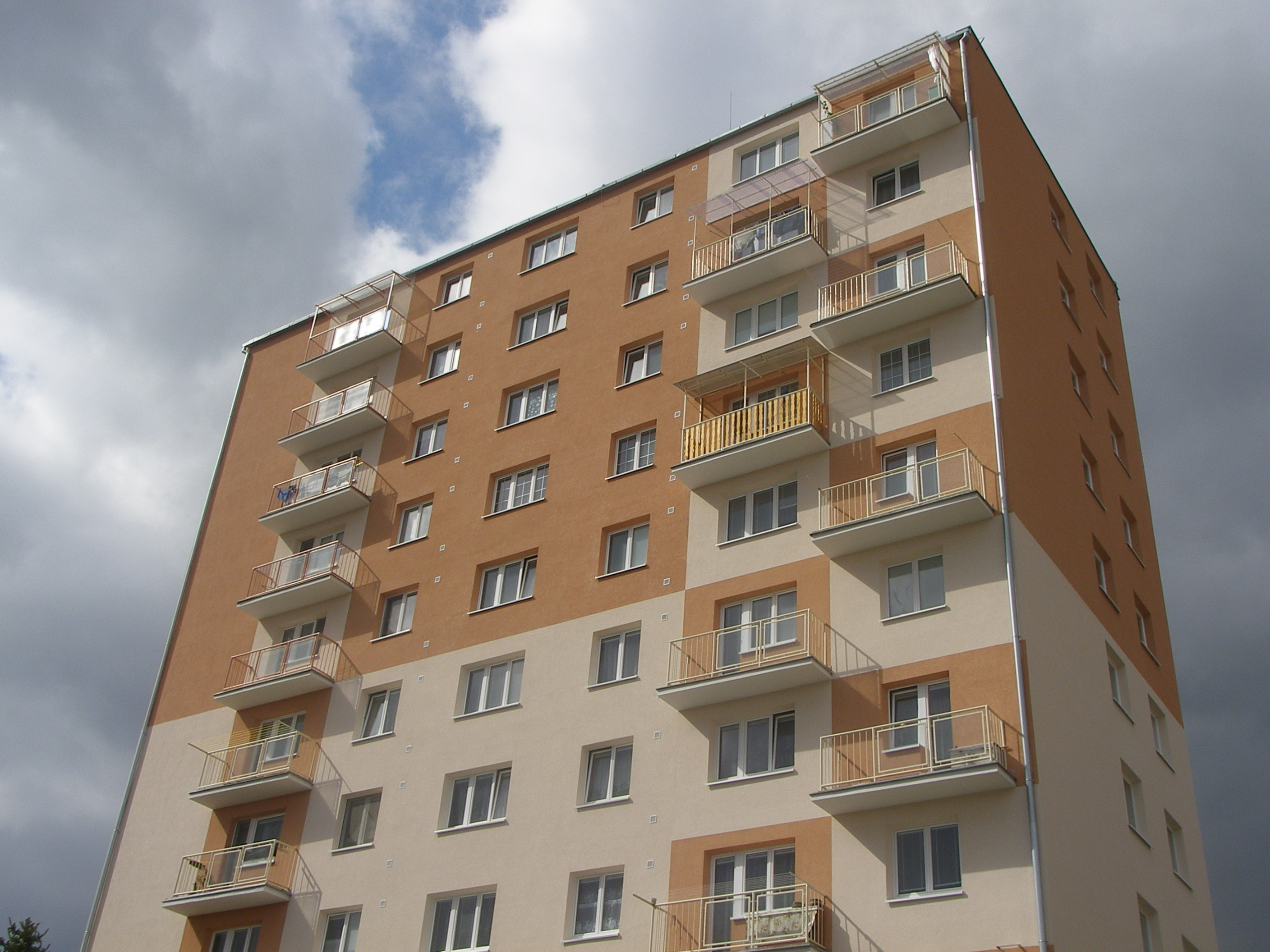
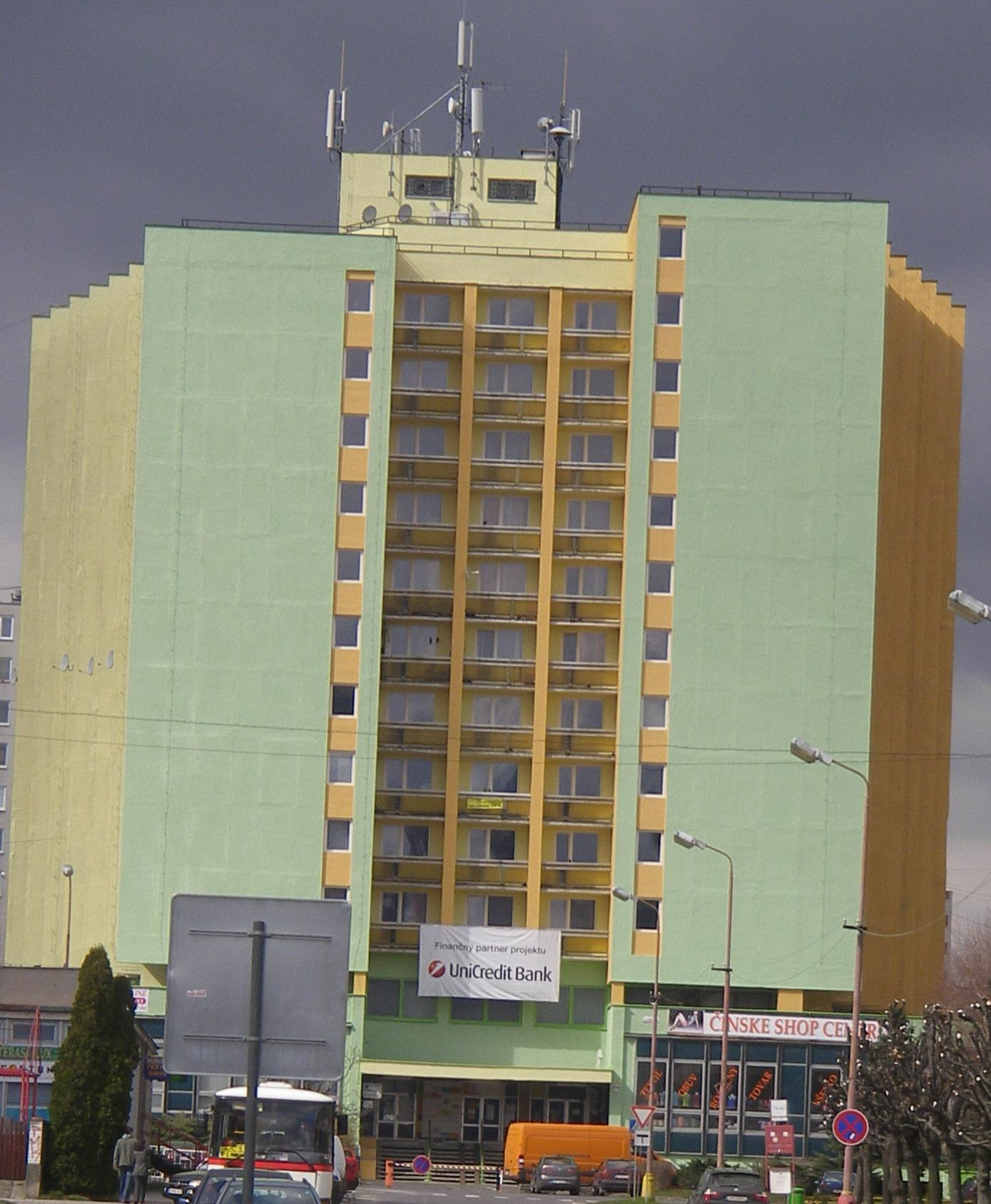

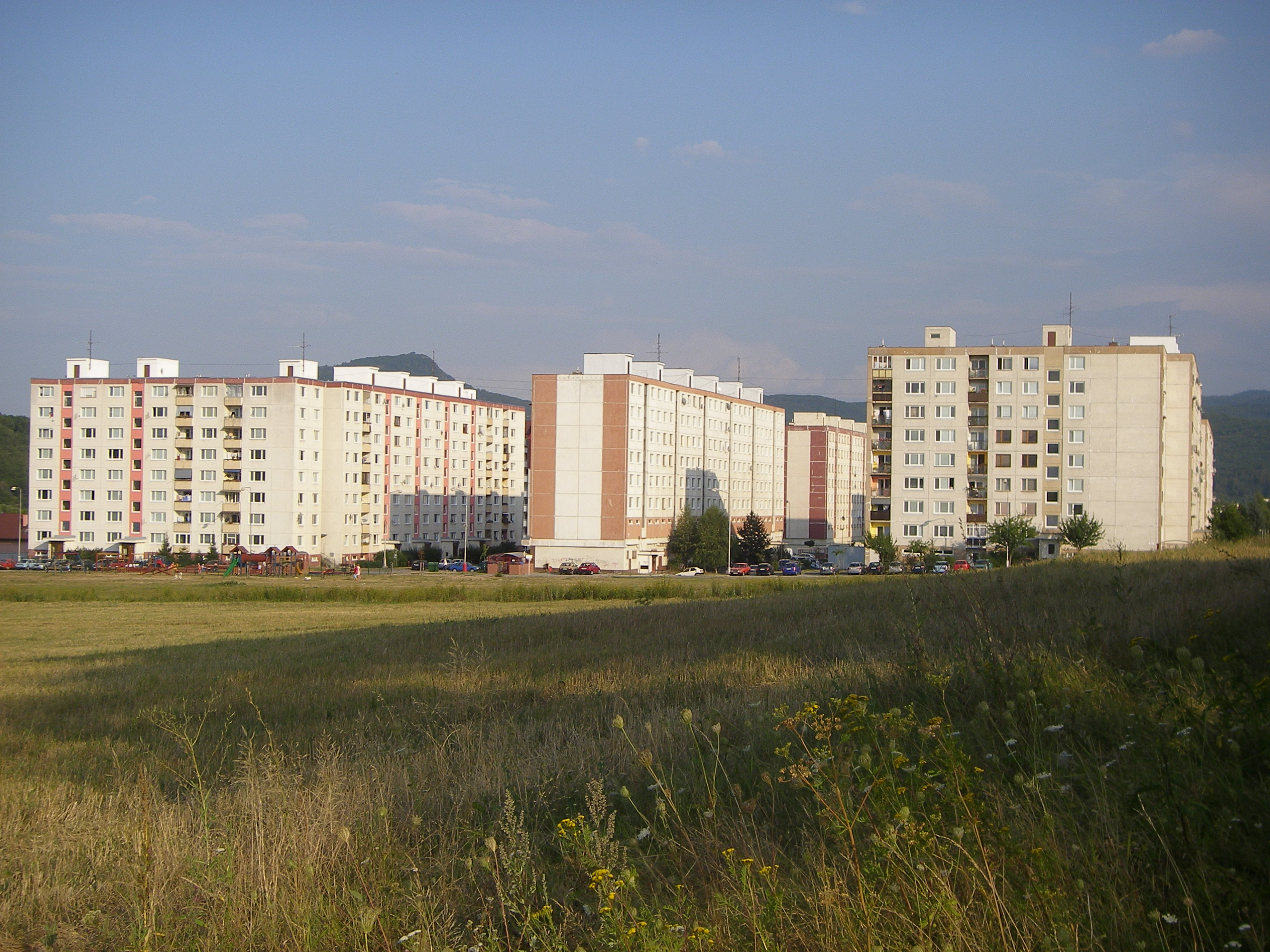
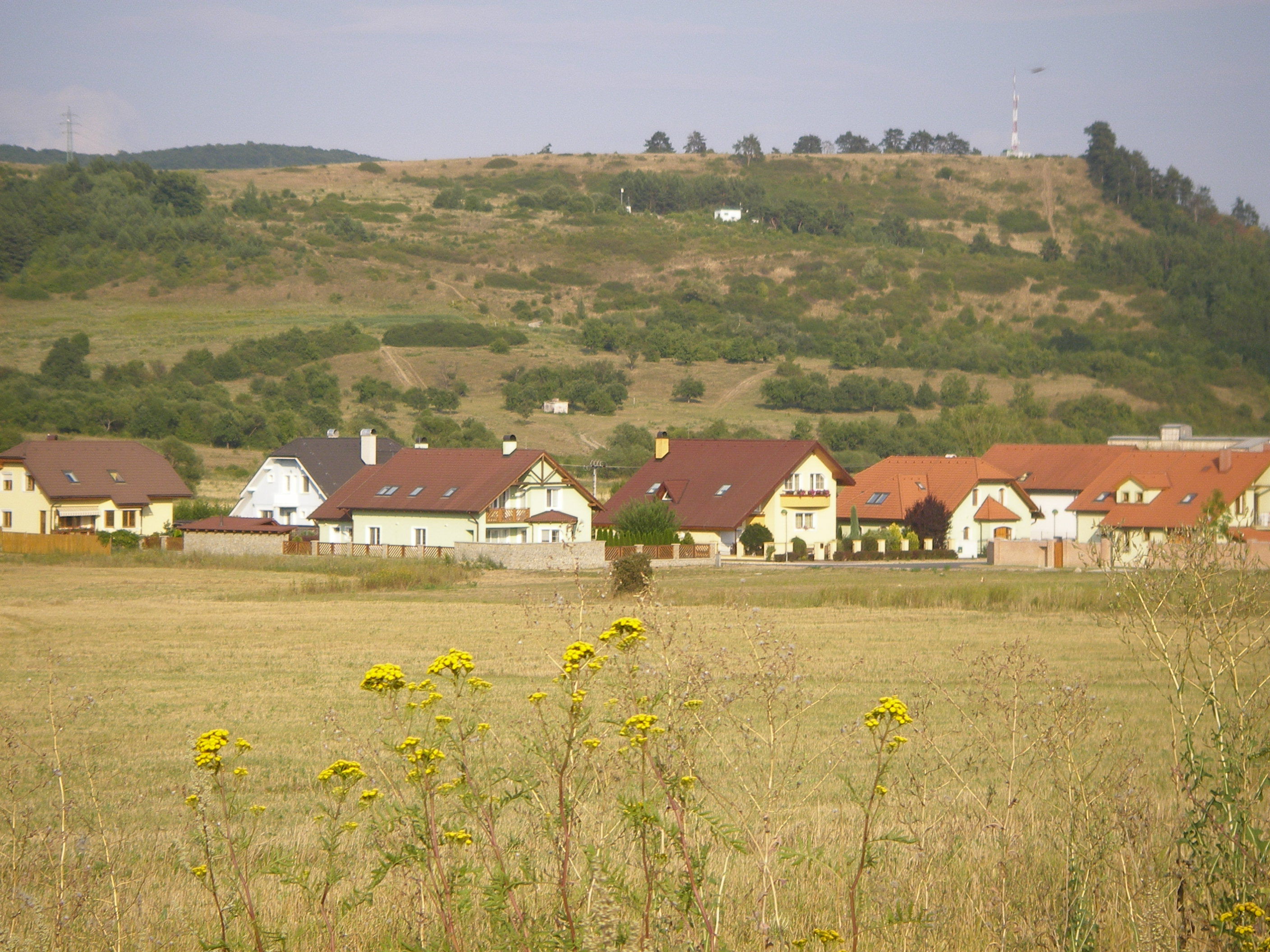
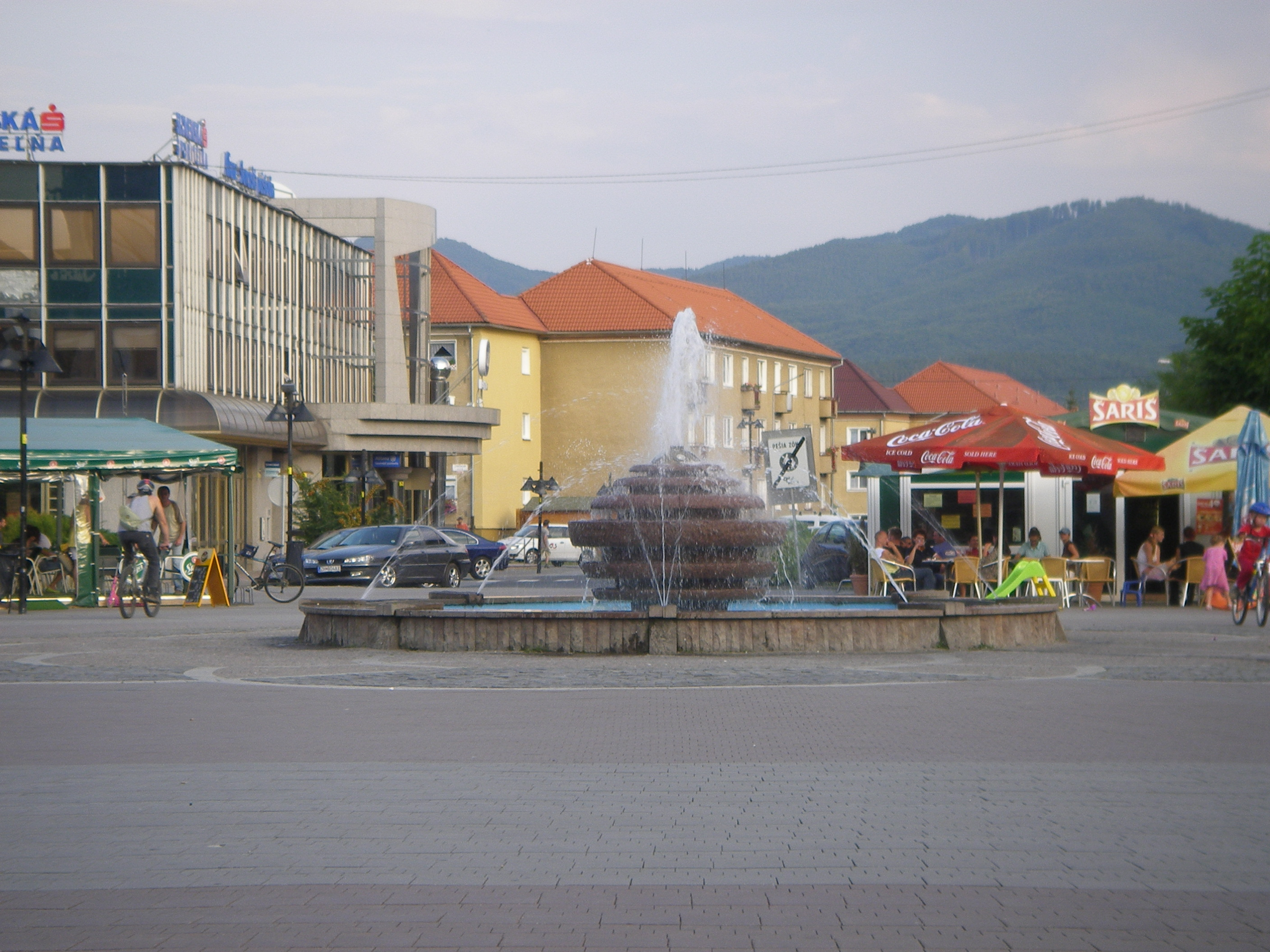
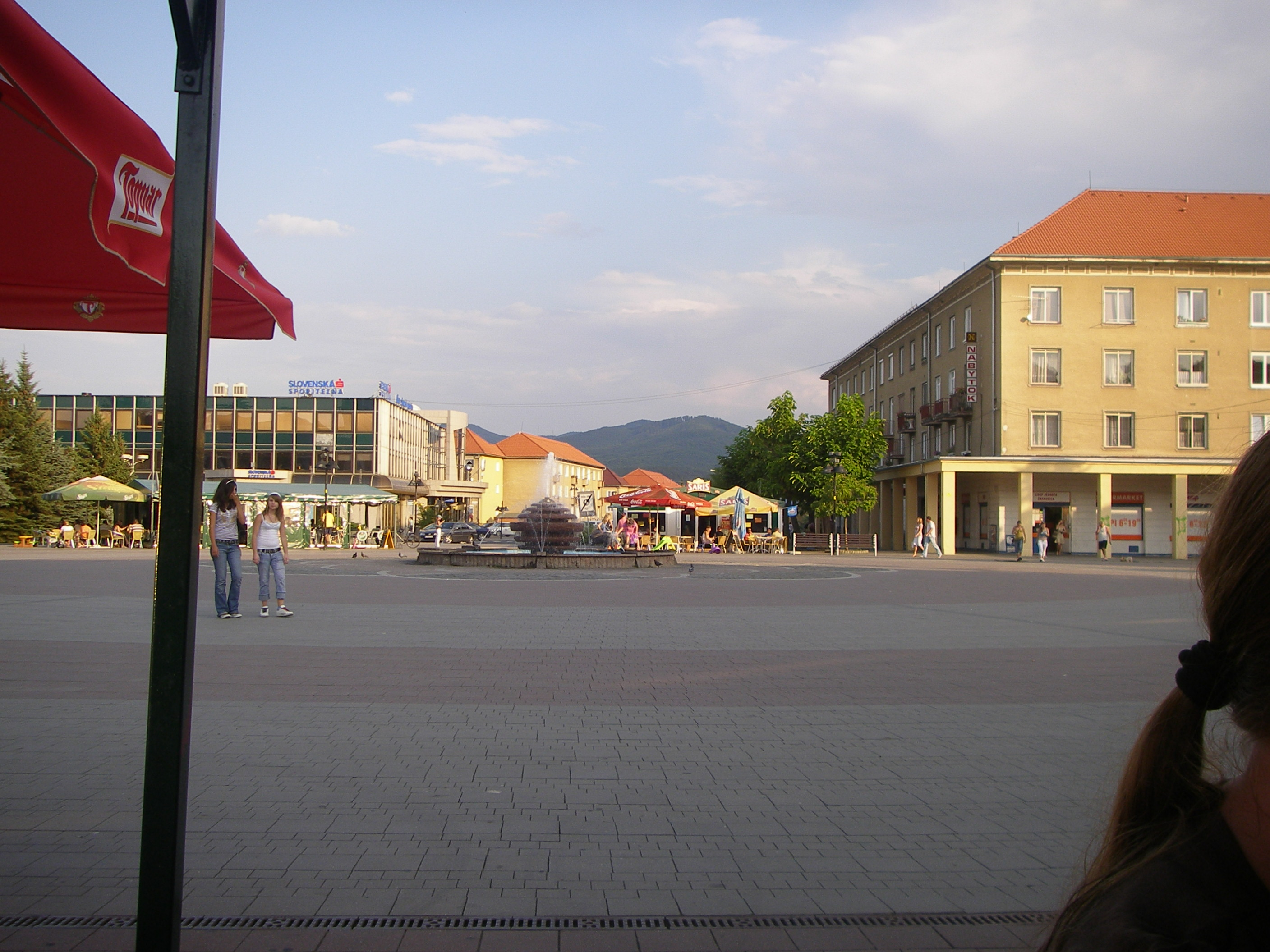
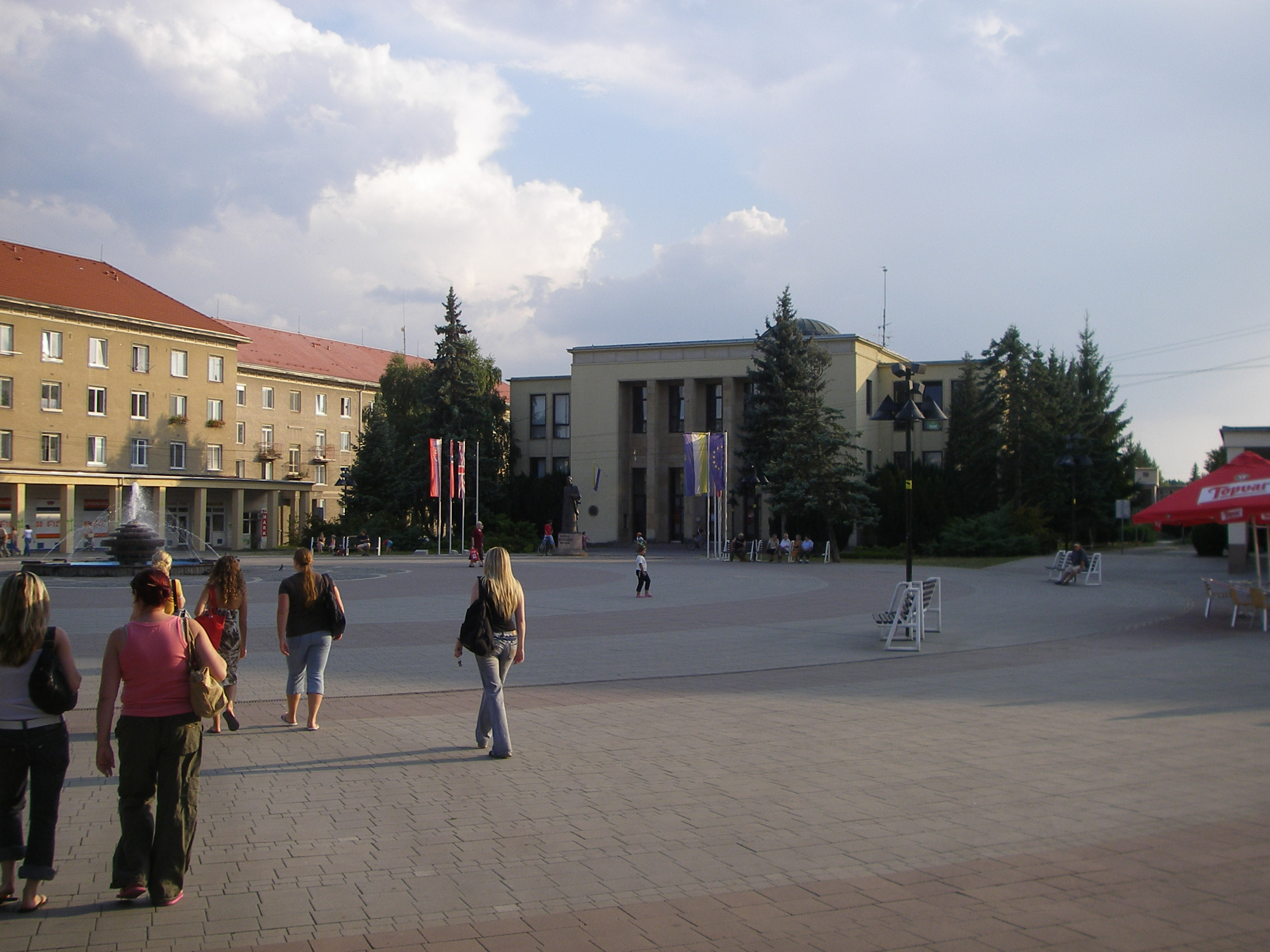
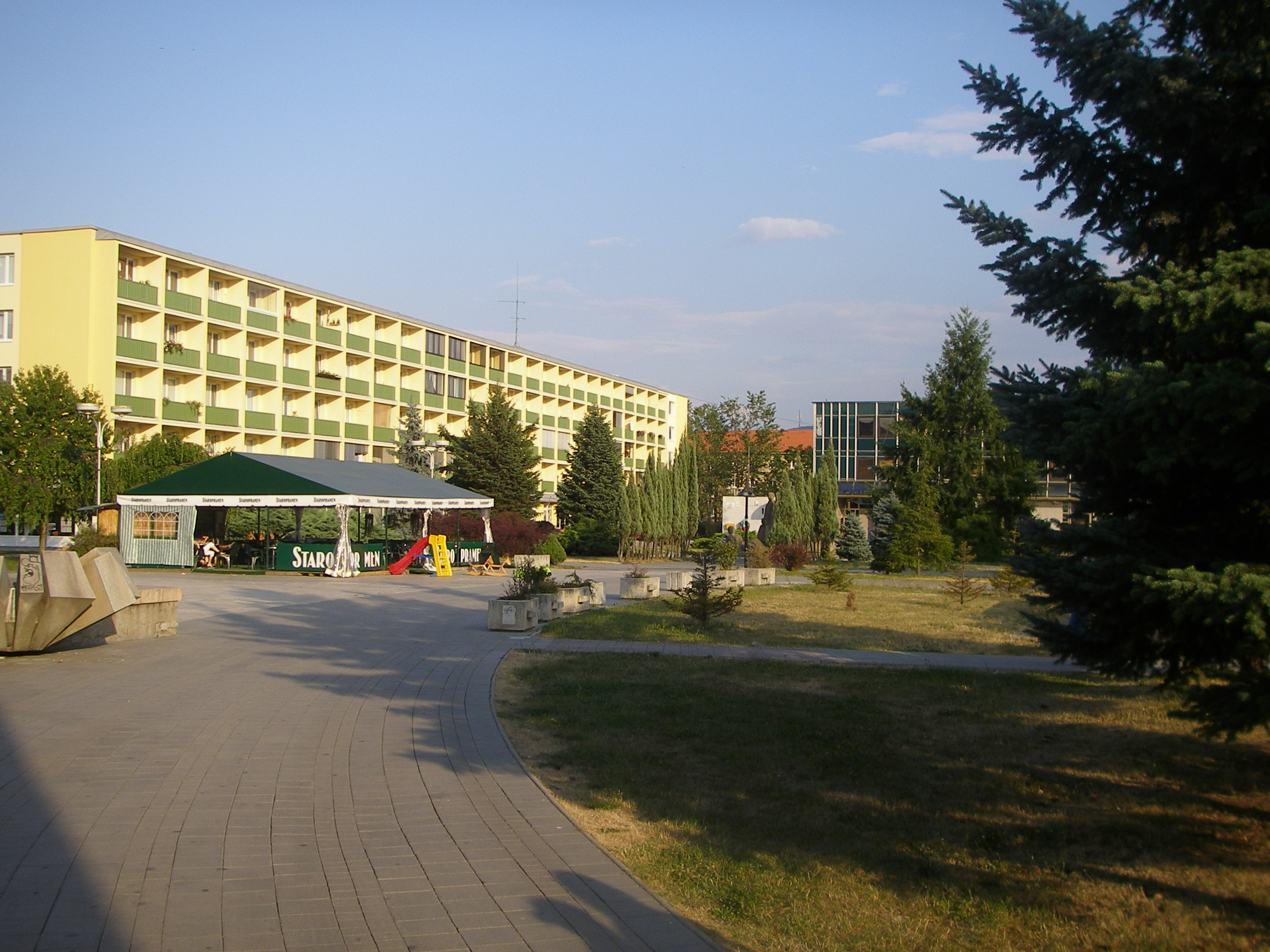

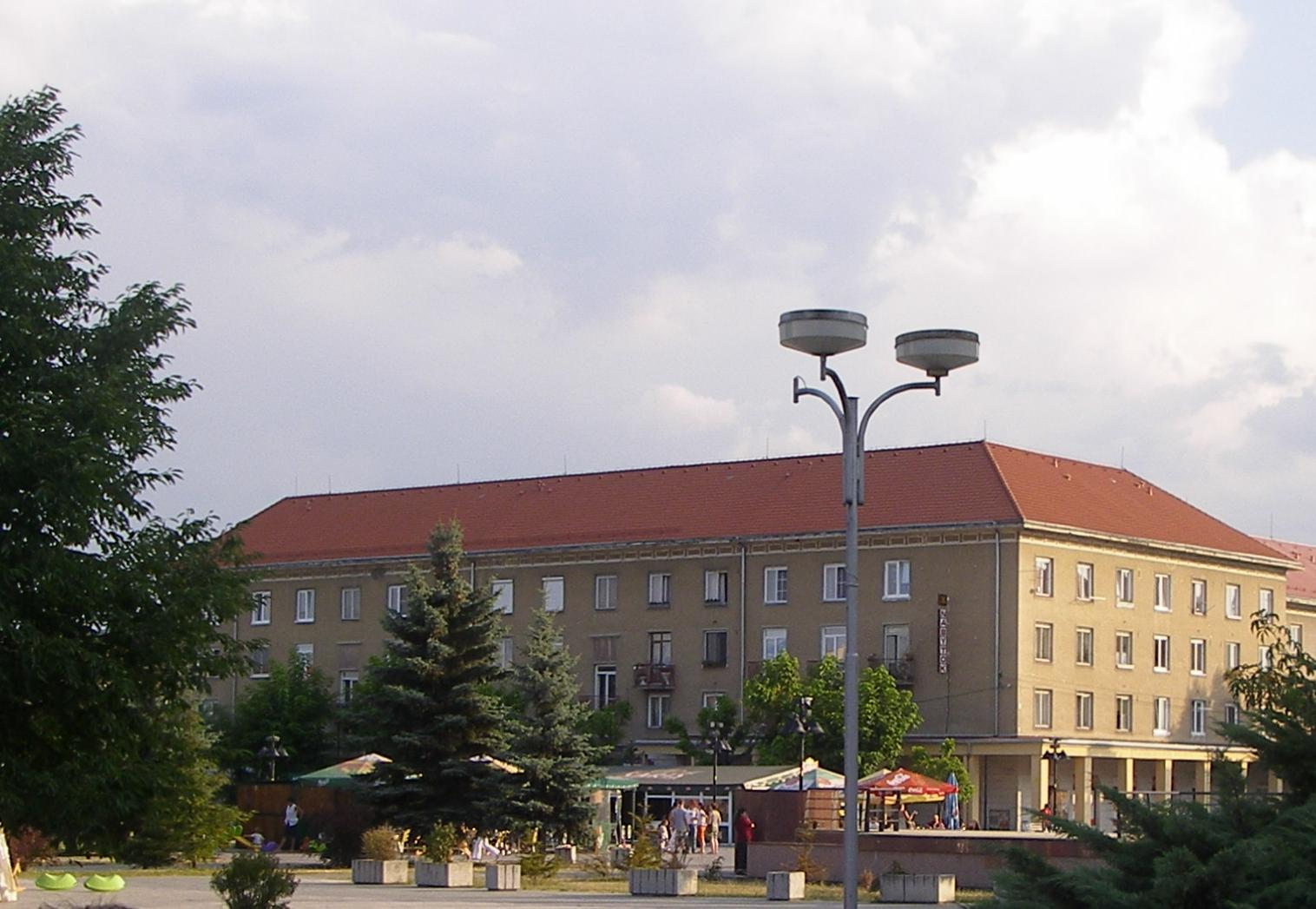
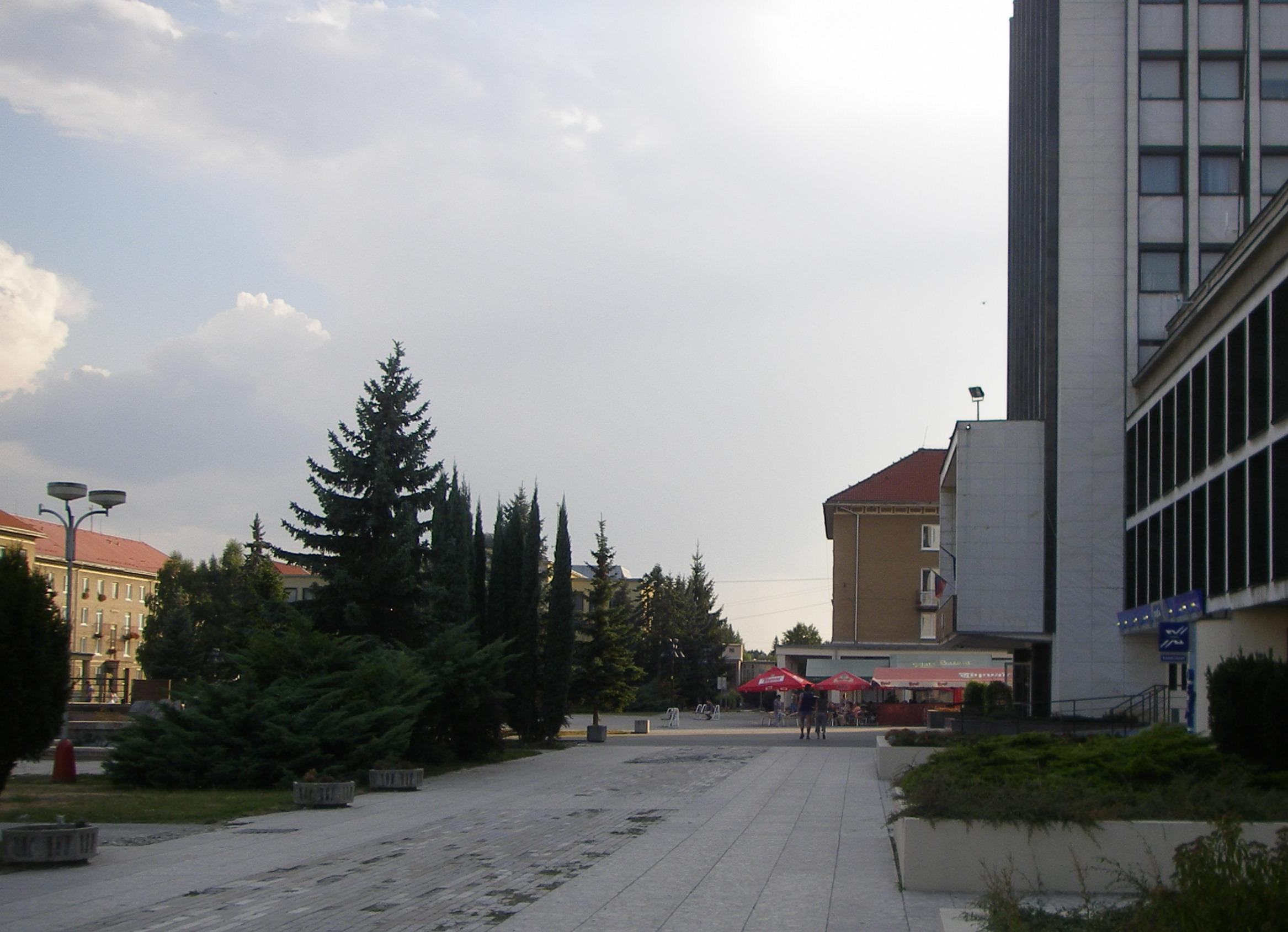
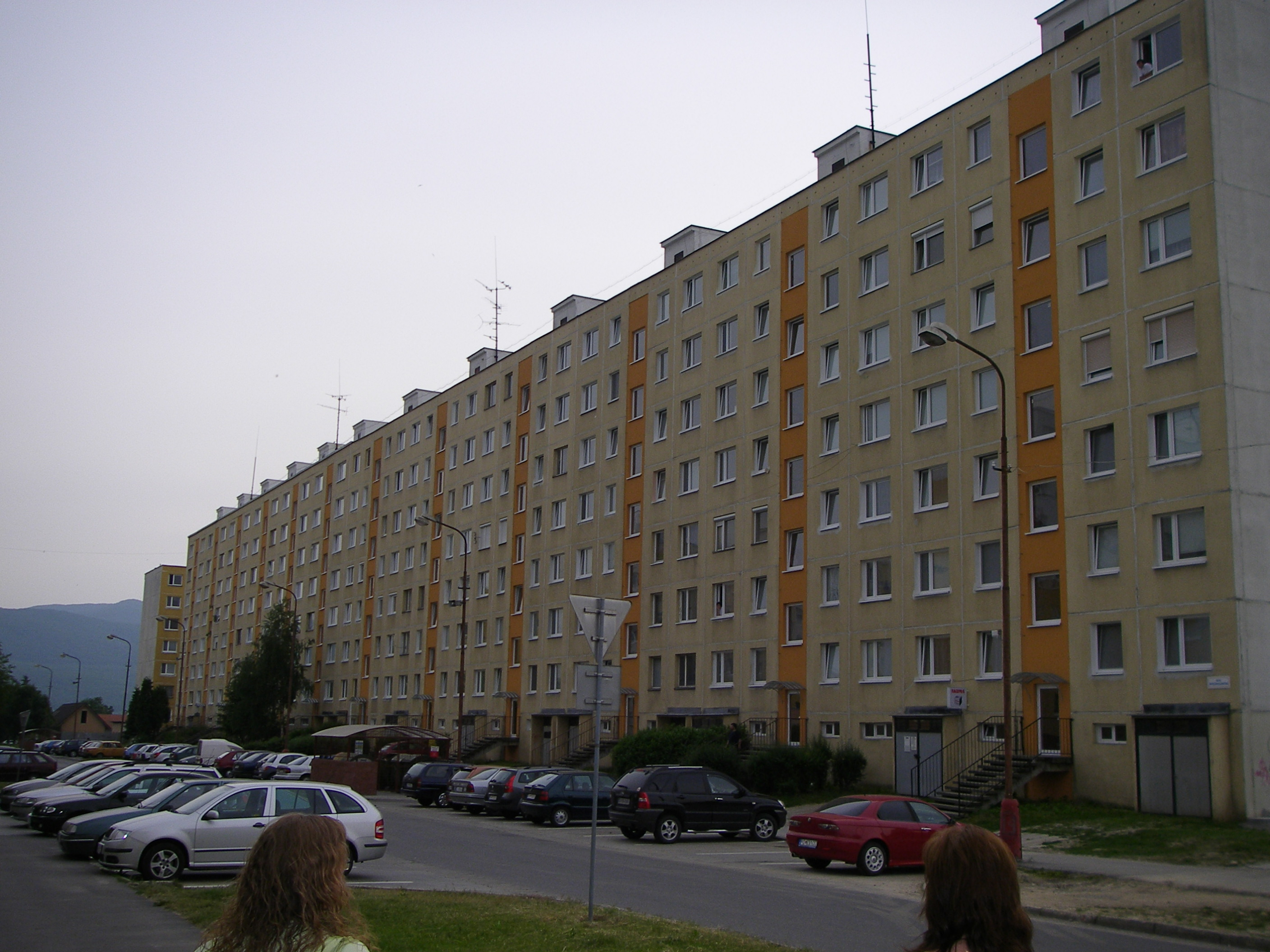
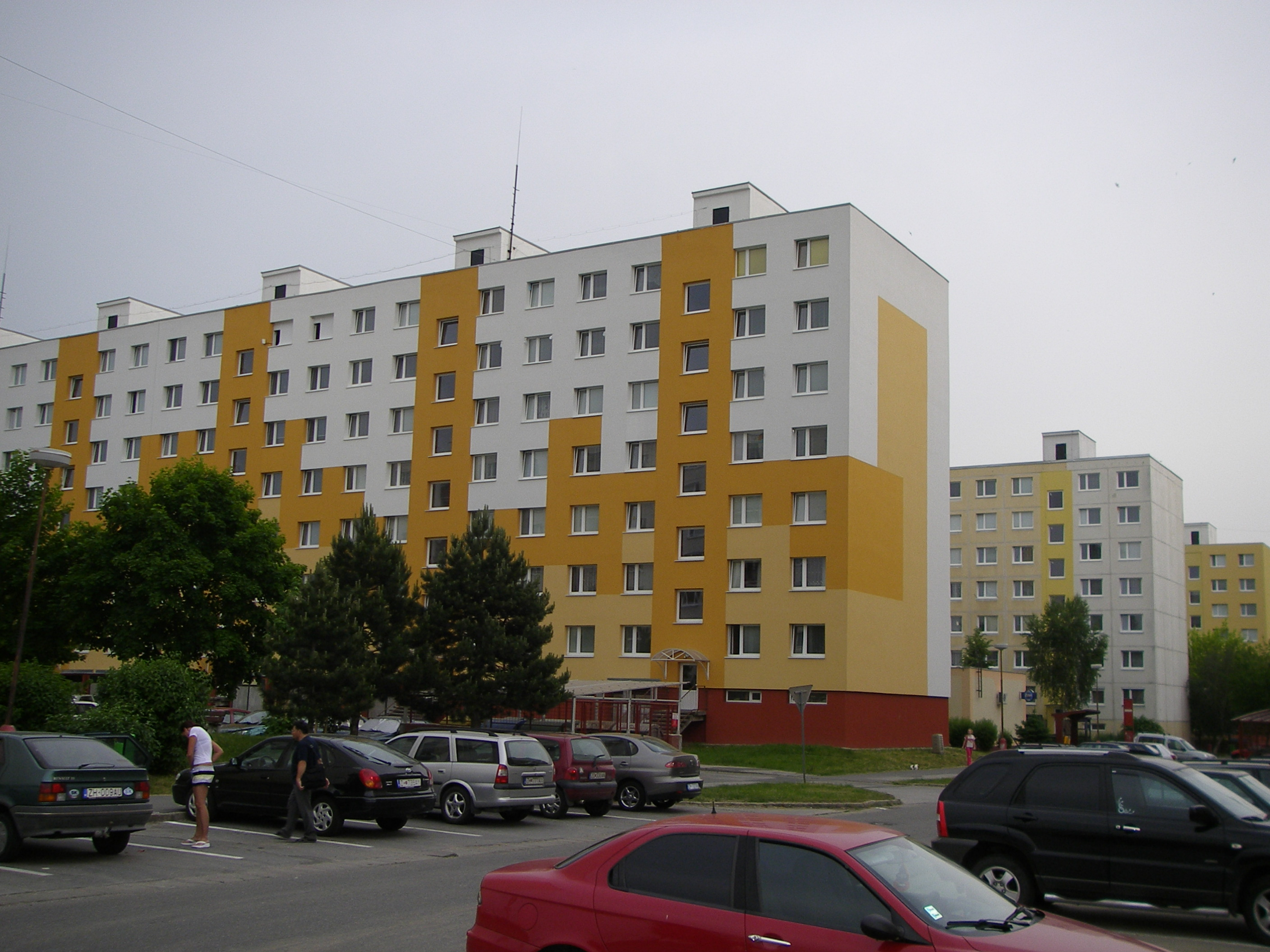
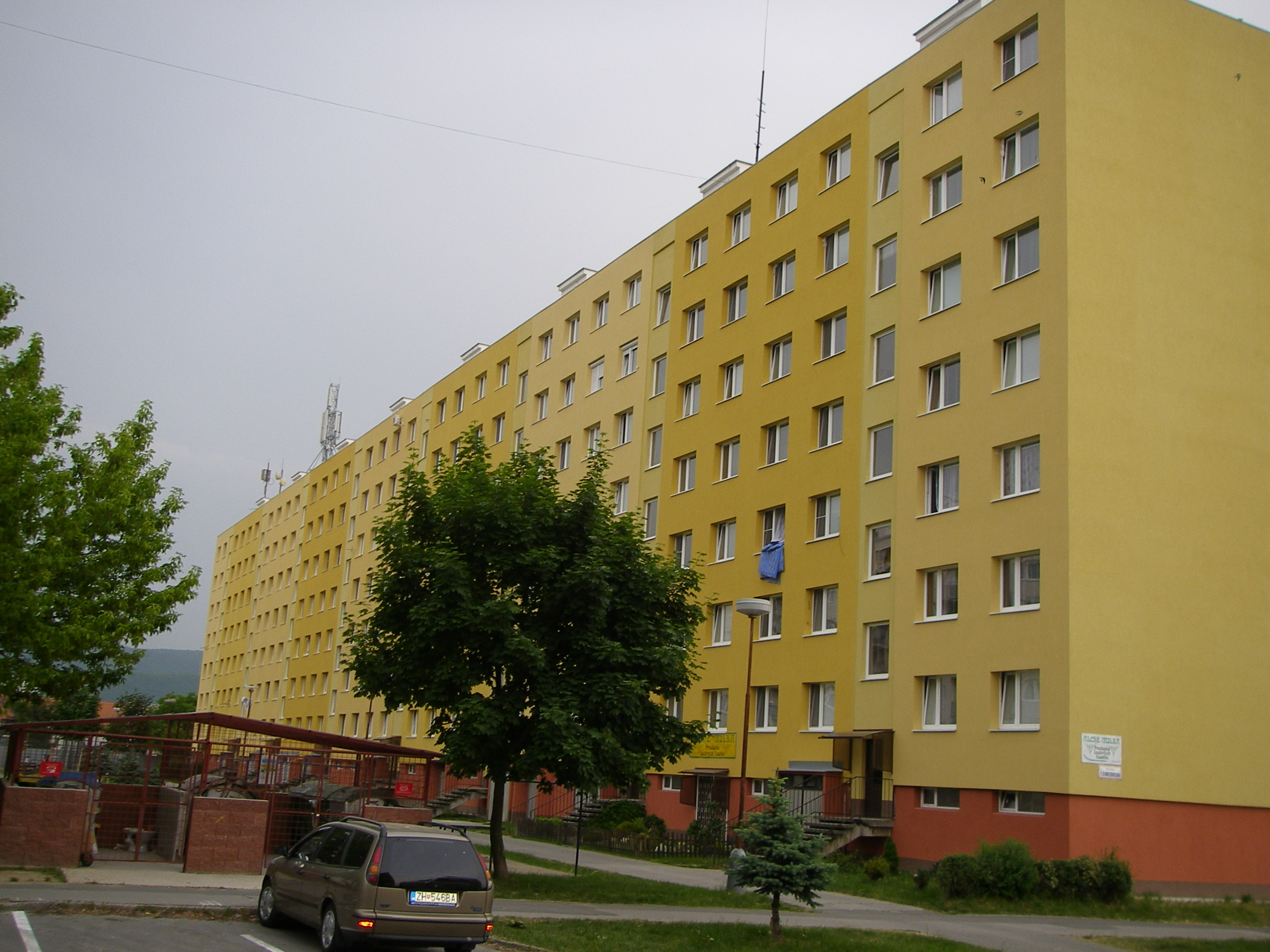
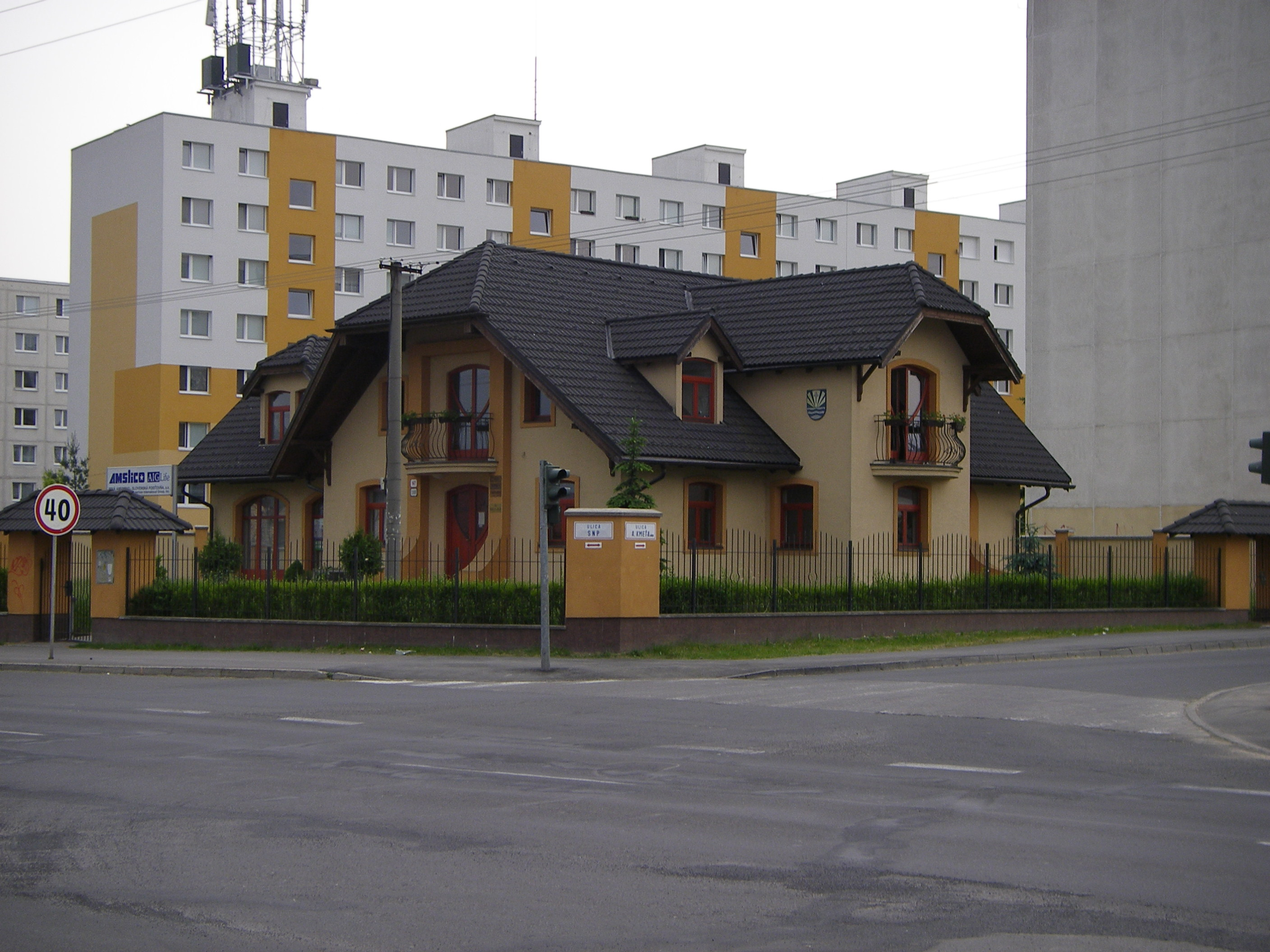